# Наваджеро, Андреа
Андреа Наваджеро (итал. Andrea Navagero; 1483, Венеция — 8 мая 1529, Блуа) — итальянский венецианский гуманист, дипломат, поэт и оратор.

## Биография
Происходил из знатной и богатой венецианской семьи. Образование получил в Падуе, где среди его учителей были Маркос Мусурос и Пьетро Помпонацци. В Венеции сотрудничал с Альдом Мануцием в области издания латинских текстов древних авторов, снабжая эти издания примечаниями. За образец брал Цицерона и в надгробных речах в память Бартоломео д’Альвиано и дожа Лоредано продемонстрировал большой ораторский талант. В 1506 году получил звание историографа Венецианской республики, а в 1516 году возглавил библиотеку св. Марка и продолжил работу над «Историей Венеции» (это сочинение было в итоге закончено Пьетро Бембо).
После битвы при Павии был отправлен послом сначала к Карлу V в Мадрид (в Испании находился в 1525—1528 годах, участвовал в многочисленных переговорах в Барселоне, Толедо, Вальядолиде), затем к Франциску I в Париж; путешествия в Испанию и Францию описаны им самим на родном языке в пяти письмах. Умер во Франции меньше чем через год после приезда туда.
За свою жизнь несколько раз был делегатом от Венецианской республики на похоронах известных правителей. Известно, что у него были свои сады в Тревизо и Мурано. Собрание его сочинений было напечатано в Венеции (1530), в Базеле (1546) и в Падуе (1518). Особенно известны, согласно ЭСБЕ, «мелкие, весьма изящные» стихотворения Наваджеро, написанные в стиле Катулла: «Epigrammatum lib. I» и «Eclogae libri II» (на латинском и итальянском языках). Дю Белле сочинил на французском языке несколько подражаний Наваджеро, а Симон перевёл его стихотворения в своём «Choix de poésies érotiques» (1786).